# アドルフ・ムーロン・カッサンドル
アドルフ・ムーロン・カッサンドル (Adolphe Mouron Cassandre、1901年1月24日 – 1968年6月17日) は、フランスのグラフィックデザイナー、舞台芸術家、版画家、タイポグラファー。様々なポスター作品などを手がけた。本名はアドルフ・ジャン＝マリー・ムーロン (Adolphe Jean-Marie Mouron)。略称として、A. M. Cassandreを作品へのサイン等に使用した。

## 経歴
ウクライナのハリコフでフランス人の両親に生まれ、1915年、フランスのパリに移住する。
1918年、ボザールに短期間在籍し、その後アカデミー・ジュリアンでリュシアン・シモンの知遇を得るまでは絵画、とりわけ印象主義を学んでいた。ごく早い段階でバウハウスに興味を持ち、徐々にその影響を受けてゆくこととなる。
1922年に最初の広告の仕事を世に送り、このとき作家名として「カッサンドル（Cassandre）」と署名した（1928年頃まではしばしば「ムーロン・カッサンドル」と署名している）。
カッサンドルは初め、この職は画家として身を立てるまでの食い扶持のために過ぎないと考えており、「絵画はそれ自身で目的になるが、ポスターは売り手と公衆の単なるコミュニケーション手段にすぎない」とはっきり認めていた。言うなれば、この明瞭なメッセージの指向こそが、後に彼のヴィジュアル・コンセプトに建築的・幾何学的構成を導いたといえる。カッサンドルはパブリシティのためのグラフィックデザインに習熟するにつれて徐々にこれに熱中してゆき、これを「（芸術画家が）失った公衆との回路を再発見する」手立てと考えるようになってゆく。
1924年にはマドレーヌ・コヴェ（Madeleine Cauvet）と結婚して、息子アンリを儲ける（1939年に離婚している）。
1925年、家具店のための広告として1923年に制作した「きこり」（Le Bucheron）によって万国工芸博覧会でグランプリを受賞し、その名を広めることとなった。このときの評判がシャルル・ペニョとの出会いのきっかけともなっている。
1926年に事務所「アリアンス・グラフィック」を開設。1936年から1937年にかけてはアメリカに住んで雑誌「ハーパーズ・バザール」（Harper's Bazaar）のために働き、多くのカバーを制作している。
レイモン・サヴィニャックは彼の助手で、後に独立している。
カッサンドルは長期間にわたってジョルジュ・ペニョおよび彼の活字鋳造所と恊働しており、ビフュール（Bifur、1929年）、アシエ・ノワール（Acier Noir、1935年）、およびペニョ（Peignot、1937年）などのタイプフェイスを制作している。
1940年代以降は広告関係の仕事をやめ、装飾や舞台、絵画で活動するようになった。
1947年にナディーヌ・ロバンソン（Nadine Robinson）と再婚、1954年に離婚。徐々に抑鬱的になったと見られ、1度の自殺未遂の後、1968年6月17日にパリで拳銃自殺した。67歳没。

## 作品
1920年代から1930年代にかけて、キュビズムの影響を受けた多くの作品を生み出した。直線や立体感など幾何学的構成・エアブラシを使った点描的画法により構成される、いわゆるアール・デコを代表するデザイナーである。

### ポスター
特にポスターのデザインを多く手がけ、彼の作品には、
- 北方急行 (NORD EXPRESS) - 1927年
- アトランティック号 (L'ATLANTIQUE) - 1931年
- DUBO / DUBON / DUBONNET - 1932年
- BONAL - 1933年
- ノルマンディ号 (NORMANDIE) - 1935年

などが有名である。

### 書体・ロゴ
- ドゥベルニー&ペニョー鋳造所のために、ペニョー(Peignot)や、ビフュール (Bifur)、アシェ(Acier) をデザインするなど書体デザイナーとしても活躍した。
- イヴ・サンローランのロゴ。
- 雑誌『ヴュ』タイトルロゴ

### その他
晩年は、舞台美術やレコードジャケットのデザイン等も手がけた。
NORD EXPRESS（北特急）他の作品が、『深夜特急』（小説）の装丁に使われている。